# هيكتور ريفاس
هيكتور ريفاس (بالإسبانية: Héctor Enrique Rivas)‏ هو لاعب كرة قدم فنزويلي في مركز الدفاع، ولد في 27 سبتمبر 1968 في فنزويلا. شارك مع منتخب فنزويلا لكرة القدم. أما مع النوادي، فقد لعب مع C.S. Marítimo de La Guaira ‏.

## وصلات خارجية
- هيكتور ريفاس على موقع الاتحاد الدولي (مؤرشف)  (الإنجليزية)
- هيكتور ريفاس على موقع قاعدة بيانات كرة القدم.إي يو (الإنجليزية)
- هيكتور ريفاس على موقع ناشيونال فوتبول تيمز (الإنجليزية)